# Valderas
Valderas és un municipi de la província de Lleó, a la comunitat autònoma de Castella i Lleó. Limita al sud amb la província de Zamora, a l'est amb la província de Valladolid, al nord amb Villaquejida, Campazas i Fuentes de Carbajal i a l'est amb Gordoncillo i la província de Valladolid.

## Demografia
| 1991 | 1996 | 2001 | 2004 |
| ---- | ---- | ---- | ---- |
| 2388 | 2305 | 2050 | 2049 |